# Aristida fendleriana
Aristida fendleriana är en gräsart som beskrevs av Ernst Gottlieb von Steudel. Aristida fendleriana ingår i släktet Aristida och familjen gräs. Inga underarter finns listade i Catalogue of Life.